# Asfra Racing Team-Orlans-Blaze

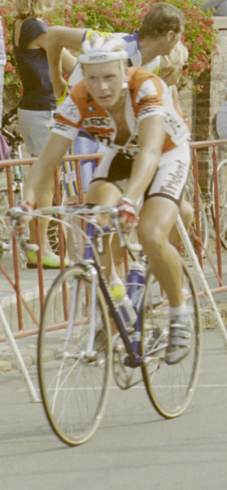
Patrick Van Roosbroeck beim GP Raf Jonckheere 1994

Asfra Racing Team-Orlans-Blaze, Trident-Schick-Gilals-Wimi oder Trident-Schick war ein belgisches professionelles Radsportteam, das von 1993 bis 1995 bestand.

## Geschichte
Das Team wurde 1993 unter der Leitung von Willy van der Eecken gegründet. Im ersten Jahr wurde keine Siege erreicht jedoch Platz 3 beim Omloop van het Houtland, fünfte Plätze beim De Kustpijl und Halle–Ingooigem sowie Platz 8 bei der Ronde van Limburg. 1994 wurden zahlreiche Fahrer verpflichtet, welche für Siege sorgten. Neben den Erfolgen wurden zweite Plätze bei Rund um den Henninger Turm, Veenendaal-Veenendaal und dem Omloop Schelde-Durme und Platz 3 beim Omloop Het Volk erwirkt. 1995 verließen zahlreiche Leistungsträger wieder das Team und so konnten nur dritte Plätze bei der Nokere Koerse und Prijs Groot-Zottegem und Platz 6 beim Nationale Sluitingprijs erzielt werden. Nach der Saison 1995 wurde das Team aufgelöst.
Von 1993 bis 1994 war eine Kaugummimarke Hauptsponsor, welche heute (2024) zum Konzern Perfetti Van Melle gehörte.

## Erfolge
1994
- Scheldeprijs
- Circuit Franco-Belge
- Berner Rundfahrt
- Tour de Vendée
- eine Etappe Tour de Suisse
- eine Etappe Schweden-Rundfahrt
- eine Etappe 4 Jours de Dunkerque
- eine Etappe Tour de Normandie
- Gesamtwertung und zwei Etappen Grand Prix François Faber

## Bekannte ehemalige Fahrer
- Bart Heirewegh (1993–1995)
- Arvis Piziks (1994)
- Andreas Kappes (1994)
- Dainis Ozols (1994)
- Peter Van Petegem (1994)
- Raymond Meijs (1994–1995)
- Andy De Smet (09.1995–1995)